# Кашина Бертола (Торино)
Кашина Бертола је насеље у Италији у округу Торино, региону Пијемонт.
Према процени из 2011. у насељу је живело 10 становника. Насеље се налази на надморској висини од 280 м.